# Lagenophora stipitata
Lagenophora stipitata là một loài thực vật có hoa trong họ Cúc. Loài này được (Labill.) Druce mô tả khoa học đầu tiên năm 1917.